# Tanaostigmodes yuohuae
Tanaostigmodes yuohuae är en stekelart som beskrevs av Lasalle 1987. Tanaostigmodes yuohuae ingår i släktet Tanaostigmodes och familjen Tanaostigmatidae. Inga underarter finns listade i Catalogue of Life.